# Centre d'entraînement naval de Nagasaki
 (mai 2025).
Si vous disposez d'ouvrages ou d'articles de référence ou si vous connaissez des sites web de qualité traitant du thème abordé ici, merci de compléter l'article en donnant les références utiles à sa vérifiabilité et en les liant à la section « Notes et références ».

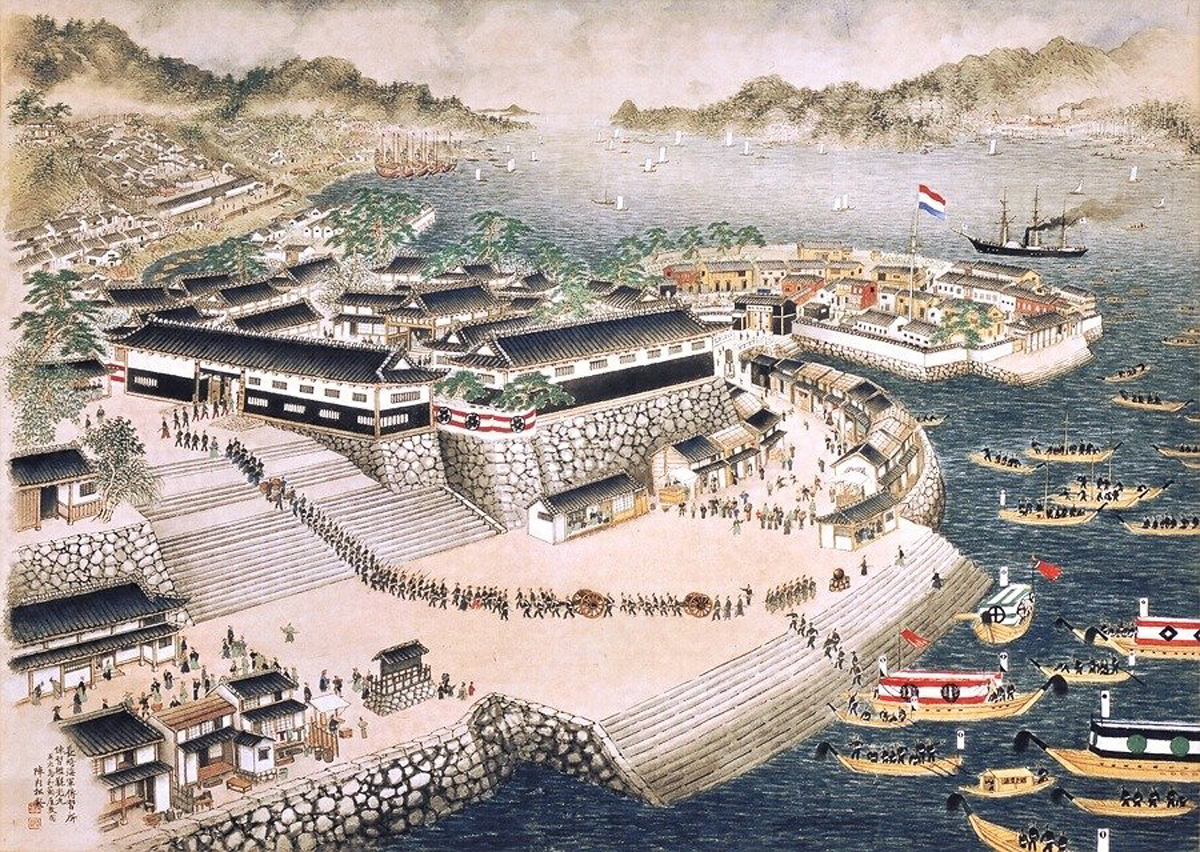
Le Centre d'entrainement naval de Nagasaki avec l'île de Dejima au fond.

Le Centre d'entrainement naval de Nagasaki (長崎海軍伝習所 (Nagasaki Kaigun Denshū-jo) est un institut de formation navale japonais fondé en 1855 par le gouvernement du shogunat Tokugawa, dans le but de permettre aux japonais d'assimiler les techniques navales occidentales.
La décision de créer un tel centre intervint un an après que le Comodore Perry eut forcé les Japonais à ouvrir leurs ports au commerce international. Il devint donc indispensable pour le Japon de se moderniser au plus vite, afin de ne pas devenir une proie facile face aux ambitions coloniales des occidentaux.
Le centre d'entraînement fut tout d'abord installé sur l'île de Dejima, poste de commerce néerlandais situé dans la baie de Nagasaki. Le savoir-faire de la marine des Pays-Bas constituait une garantie importante pour les Japonais. Le centre fut d'ailleurs équipé ultérieurement du premier navire à vapeur japonais, le Kankō Maru, cadeau que les Néerlandais firent au Japon.
Le premier directeur du centre fut le Naoyuki Nagai, qui fut secondé par Kaishū Katsu en tant que directeur de la formation jusqu'en 1859, année précédant celle où il fut nommé officier dans la marine shogunale.
Deux officiers de la marine néerlandaise furent successivement chargés de l'éducation : Pels Rijcken (de 1855 à 1857), à qui succéda Willem Huyssen van Kattendijke (de 1859 à 1859).
Takeaki Enomoto, un des premiers amiraux japonais, y fit ses classes.
En 1859, le Centre de formation fut fermé puis transféré à Tsukiji à Tokyo, où le Kanko Maru dont l'équipage était exclusivement japonais navigua également.